# ベラ・ダルヴィ
ベラ・ダルヴィ（Bella Darvi、1928年（1926年生まれとも）10月23日 – 1971年9月11日）は、ポーランド出身のユダヤ系で主にアメリカ合衆国とフランスで活動した女優。ベラ・ダーヴィやベラ・ダルビーなどとも表記される。5カ国語（フランス語、英語、ドイツ語、イタリア語、ポーランド語）を話すことができた。

## 略歴
ダルヴィはパン職人のChaym Wegierとその妻Chaya（旧姓Zygelbaum）との間にBayla Wegierとして生まれる。その後、家族でパリに移住し、そこで少女時代を過ごす。3人の兄（または弟）Robert Wegier、Jacques Wegier、Jean-Isidoreと1人の姉（または妹）Suraがいる。Robertは強制収容所で亡くなっている。
第二次世界大戦中のナチス・ドイツによるフランス占領に伴い、1943年にパリから逃れるが警察に逮捕されて投獄される。このときの辛い体験が彼女の生涯を通じてのトラウマとなる。戦後パリに戻ったダルヴィは、夜の街で出会った裕福な実業家Alban Cavalcadeと1950年10月7日に結婚すると、カジノに通うなど派手な生活を送るようになる。1951年に映画界の重鎮ダリル・F・ザナックとその妻ヴァージニアと知り合う。1952年にCavalcadeと離婚すると、彼女の美貌や生き方に魅了されていたザナック夫妻は彼女がギャンブルでこしらえた借金を返済し、彼女をザナック家に住まわせることにする。1953年8月にザナックと契約し、名前を「ベラ・ダルヴィ」に変える。「ダルヴィ（Darvi）」はザナックの名前「ダリル（DARryl）」と彼の妻の名前「ヴァージニア（VIrginia）」を組み合わせたものである。その後、ザナックの愛人となるが、その一方でロバート・スタックやブラッド・デクスターなど、他の男性たちとの交際が報じられる。
1954年のサミュエル・フラー監督の映画『地獄と高潮』で、リチャード・ウィドマークの相手役でデビューするが、最もよく知られているのは『エジプト人』で演じたセクシーなバビロンの高級娼婦ネフェル役であろう。この役は、愛人のザナックが金髪美女マリリン・モンローよりもダルヴィを選んだことで手に入れたものである。
妻と別れた（正式な離婚は1956年）ザナックはダルヴィを追ってフランスに行くが、1955年にダルヴィが両性愛者であると知ると彼女とも別れる（彼女はその後、男性だけでなく女性とも堂々と交際するようになる）。ザナックとの別れをきっかけに彼女の人生は暗転する。彼女は非常に裕福な男性たちと関係しながらも、その関係は長く続かず、ギャンブル癖を抑えることができなかった。ザナックは遅くとも1970年まで彼女の借金を返済していた。1960年11月13日にレストランのウェイターであるClaude Rouasとラスベガスで結婚するが、1年も経たずに婚姻が取り消される。

## 自殺
ダルヴィは何度か自殺未遂を犯した後にモンテカルロでガス自殺する。彼女の遺体は死後1週間以上経ってから発見された。

## 主な出演作品
- 地獄と高潮 Hell and High Water (1954)
- エジプト人 The Egyptian (1954)
- スピードに命を賭ける男 The Racers (1955)
- 情報（ネタ）は俺が貰った Le Gorille vous salue bien (1958)
- くち紅 Il rossetto (1960)